# Black Isle Studios
Black Isle Studios var en del av datorspelsutvecklaren och utgivaren Interplay Entertainment och specialiserade sig på datorrollspel. Företaget låg i Orange County, Kalifornien. Black Isle Studios grundades 1996 och tog sitt nuvarande namn under 1998. Namnet kom från Black Isle i Skottland, grundaren Feargus Urquharts hemland.
Black Isle Studios är mest känt för att ha arbetat med Planescape: Torment, men även för Fallout och Icewind Dale. De gav även ut Baldur's Gate, som utvecklades av BioWare.

## Företagshistorik
Black Isle Studios grundades 1996 av Feargus Urquhart. Studion tog sitt namn från Black Isle i Skottland, Urquharts hemland. En stor del av utvecklarna kom från arbetslaget som utvecklade Fallout.
1998, under utvecklingen av Fallout 2 valde Tim Cain, Jason Anderson och Leonard Boyarsky som alla tre arbetat med avdelningens första titel, Fallout, att lämna Interplay för att grunda Troika Games efter det att de inte kunnat komma överens med Interplay om hur deras nästa arbetslag skulle se ut.
1999 släppte de Planescape: Torment som fick ett gott mottagande men inte blev den kommersiella succé man förväntade sig. Spelet blev dock senare en kultklassiker. Black Isles nästa egenutvecklade spel var Icewind Dale som släpptes den 29 juni 2000. Spelet fick bra recensioner och fick två expansioner året därpå (Heart of Winter och Trials of the Luremaster) samt uppföljaren Icewind Dale II (2002) som också fick ett gott mottagande.
Under de första åren av 2000-talet drogs Interplay med ekonomiska problem. Detta ledde till att utvecklingen av Stonekeep 2: Godmaker och Black Isle's Torn lades ner. De ekonomiska problemen fortsatte och den 8 december 2003 avskedade Interplay alla anställda på Black Isle Studios och utvecklingen av Baldur's Gate III: The Black Hound, Baldur's Gate: Dark Alliance III samt den första versionen av Fallout 3 avbröts.
Flertalet anställda, däribland Feargus Urquhart och Chris Avellone, hade före nedläggningen lämnat företaget för att bilda Obsidian Entertainment.

## Produkter

### Egenutvecklade
- Fallout 2 (1998)
- Planescape: Torment (1999)
- Icewind Dale (2000)
- Icewind Dale: Heart of Winter (2001)
- Icewind Dale: Heart of Winter - Trials of the Luremaster (2001)
- Icewind Dale II (2002)
- Baldur's Gate: Dark Alliance II (2004)

### Utgivna
- Baldur's Gate (1998)
- Baldur's Gate: Tales of the Sword Coast (1999)
- Baldur's Gate II: Shadows of Amn (2000)
- Baldur's Gate II: Throne of Bhaal (2001)
- Lionheart: Legacy of the Crusader (2003)

### Spelsamlingar
- Black Isle Compilation (2002)
- Black Isle Compilation Part Two (2004)

### Nedlagda
- Stonekeep 2: Godmaker (2001)
- Black Isle's Torn (2001)
- Van Buren (2003)[14]
- Baldur's Gate III: The Black Hound (2003)
- Baldur's Gate: Dark Alliance III (2004)